# Argen (Isny)
Argen ist ein Weiler in der Stadtteilgemarkung Großholzleute von Isny im Allgäu im baden-württembergischen Landkreis Ravensburg.

## Geographie
Der Ort mit nicht ganz drei Dutzend Hausnummern liegt circa fünf Kilometer südöstlich der Stadt Isny im Allgäu. Östlich der Ortschaft fließt die Untere Argen, die hier die Ländergrenze zu Kleinweiler im Markt Weitnau in Bayern bildet.

## Geschichte
Argen wurde erstmals urkundlich um das Jahr 1250 als de Arga erwähnt. Bereits im Jahr 1187 wurde eine Schenkung des Pfalzgrafen Rudolf von Tübingen an Kloster Isny in diesem Bereich erwähnt. Bei den Gütern handelte es sich um Fallehengüter der Herrschaft und des Klosters Isny sowie bäuerliche Eigengüter. Im Jahr 1801 fand die Vereinödung der Ortschaft statt.